# Kallstroemia boliviana
Kallstroemia boliviana är en pockenholtsväxtart som beskrevs av Paul Carpenter Standley. Kallstroemia boliviana ingår i släktet Kallstroemia och familjen pockenholtsväxter. Inga underarter finns listade i Catalogue of Life.